# Соріуела-дель-Гуадалімар
Соріуела-дель-Гуадалімар, або Соривела-дель-Гвадалімар (ісп. Sorihuela del Guadalimar), — муніципалітет в Іспанії, у складі автономної спільноти Андалусія, у провінції Хаен. Населення — 1349 осіб (2010).
Муніципалітет розташований на відстані близько 250 км на південь від Мадрида, 85 км на північний схід від Хаена.

## Демографія
Динаміка населення (INE ):